# Тейлор, Пенни
Пенелопа Джейн «Пенни» Тейлор (англ. Penelope Jane "Penny" Taylor; род. 24 мая 1981 года в Мельбурне, Виктория, Австралия) — австралийская профессиональная баскетболистка, выступала в женской национальной баскетбольной ассоциации. Была выбрана на драфте ВНБА 2001 года в первом раунде под общим одиннадцатым номером командой «Кливленд Рокерс». Играла на позиции лёгкого форварда.

## Ранние годы
Пенни родилась 24 мая 1981 года в городе Мельбурн (штат Виктория) в семье Майкла Тейлора и Денны Нобл, у неё есть младший брат, Филлип, и старшая сестра, Хизер, а училась в средней школе Апвей из одноимённого пригорода Мельбурна, в которой выступала за местную баскетбольную команду.

## Личная жизнь
13 мая 2017 года женилась на Дайане Таурази. У пары двое детей — сын Лео Майкл Таурази-Тейлор (род. 1 марта 2018) и дочь (род. 9 октября 2021).